# Oliver's Mount
Oliver's Mount är en kulle i Storbritannien.   Den ligger i grevskapet North Yorkshire och riksdelen England, i den centrala delen av landet, 300 km norr om huvudstaden London. Toppen på Oliver's Mount är 151 meter över havet, eller 106 meter över den omgivande terrängen. Bredden vid basen är 2,8 km.
Terrängen runt Oliver's Mount är huvudsakligen platt, men söderut är den kuperad. Havet är nära Oliver's Mount åt nordost. Runt Oliver's Mount är det ganska tätbefolkat, med 129 invånare per kvadratkilometer. Närmaste större samhälle är Scarborough, 1,3 km norr om Oliver's Mount. 